# Lappach (Höchstadt an der Aisch)
Lappach ist ein Gemeindeteil der Stadt Höchstadt an der Aisch im Landkreis Erlangen-Höchstadt (Mittelfranken, Bayern). Lappach liegt in der Gemarkung Schwarzenbach.

## Geografie
Das Dorf liegt am Lappachgraben, einem rechten Zufluss des Schwarzenbachs, der rechts in die Aisch mündet. Der Ort ist von Weihern umgeben. Im Westen beim Lerchenberg (280 m ü. NHN) sind es die Lerchenbergweiher, im Norden die Bachwiesenweiher, im Osten die Schwägelweiher und im Südosten einige namenlose Weiher. Ansonsten besteht die Umgegend aus Acker- und Grünland.
Eine Gemeindeverbindungsstraße verläuft nach Höchstadt zur Staatsstraße 2263 (2,4 km nördlich) bzw. nach Schwarzenbach zur ERH 18 (1,1 km südwestlich). Weitere Gemeindeverbindungsstraßen führen nach Sterpersdorf zur ERH 18 (1,6 km nordwestlich) und nach Großneuses zur St 2263 (1,4 km südöstlich).

## Geschichte
Der Ort wurde 1285 als „Leytbach“ erstmals urkundlich erwähnt. Lehnsherr über den Ort war das Hochstift Bamberg. Laut dem Lehenbuch von 1348, das zur Zeit des Bamberger Bischofs Friedrich I. von Hohenlohe entstand, gab es in „Laitpach“ mehrere Grundherren. Das Hochstift besaß nur einen Hof, auf dem zu dieser Zeit ein gewisser Bernger saß. Zwei Höfe gehörten zur Schlosskapelle in Höchstadt. Hieraus könnte eine ursprüngliche Zugehörigkeit Lappachs zur Herrschaft der Grafen von Höchstadt gefolgert werden. Diese Höfe wurden zwar vom Custos Eberhard von St. Gangolf in Bamberg entfremdet, blieben aber im Besitz der Schlosskapelle. Das Bambergische Vogteirecht über diese Höfe wurde bestritten.
Gegen Ende des 18. Jahrhunderts gab es in Lappach 12 Anwesen und ein Gemeindehirtenhaus. Das Hochgericht übte das bambergische Centamt Höchstadt aus. Die Dorf- und Gemeindeherrschaft hatte das Kastenamt Höchstadt. Grundherren waren das Kastenamt Höchstadt (1 Gut, 1 Hube, 1 Häuslein), der Nürnberger Eigenherr Löffelholz (4 Güter), das brandenburg-bayreuthische Klosteramt Frauenaurach (2 Güter) und die Frühmesse Höchstadt (2 Halbhöfe).
Im Rahmen des Gemeindeedikts wurde Lappach dem 1808 gebildeten Steuerdistrikt Sterpersdorf und der 1818 gegründeten Ruralgemeinde Schwarzenbach zugewiesen. In der freiwilligen Gerichtsbarkeit unterstanden 4 Anwesen den Freiherren Löffelholz (bis 1812).
Am 1. Mai 1978 wurde Lappach im Zuge der Gebietsreform in die Stadt Höchstadt an der Aisch eingegliedert.

### Baudenkmäler
- Steinkreuz
- Zwei Bildstöcke

### Einwohnerentwicklung
| Jahr      | 001819 | 001861 | 001871 | 001885 | 001900 | 001925 | 001950 | 001961 | 001970 | 001987 |
| Einwohner | 75     | 95     | 66     | 59     | 56     | 72     | 80     | 56     | 66     | 92     |
| Häuser    |        |        |        | 12     | 12     | 10     | 10     | 10     |        | 25     |
| Quelle    | [ 9 ]  | [ 10 ] | [ 11 ] | [ 12 ] | [ 13 ] | [ 14 ] | [ 15 ] | [ 16 ] | [ 17 ] | [ 1 ]  |

## Religion
Seit der Reformationszeit war der Ort gemischt konfessionell und zwischen den Pfarransprüchen Höchstadts und der neu gebildeten protestantischen Pfarrei Lonnerstadt umstritten, was schließlich 1701 durch einen Vertrag geklärt wurde.